# Édile (Rome antique)
Pour les articles homonymes, voir Édile.
Les édiles étaient des magistrats de la Rome antique. Leur fonction primitive était liée à l'administration urbaine de Rome. L'édilité est intégrée au cursus honorum.

## Historique de la magistrature

### Sous la République

#### Les édiles plébéiens (aediles plebeii)

##### Création de la fonction
Les premiers édiles sont les édiles plébéiens, créés en -494 en même temps que les tribuns de la plèbe. Leur nom provient du mot latin plebis, peut-être parce qu'ils sont élus dans le peuple. Ils sont deux, élus chaque année par les comices centuriates, et sont plus des assistants des tribuns de la plèbe — à ce titre ils entendent par exemple les causes de moindre importance que les tribuns leur confient.

##### Évolution de la fonction
En -446, ils sont faits gardiens des senatus-consulta et des plébiscites (auparavant les consuls avaient tendance à supprimer ou changer les senatus-consulta selon leurs volontés).
Ils partagent leurs fonctions avec les censeurs créés en -443, il est donc difficile de savoir exactement comment les tâches étaient réparties.
Les deux édiles s'occupent des bâtiments sacrés et privés : entretien des temples, surveillance des édifices privés en ruines ou se dégradant. Ils supervisent l'approvisionnement en eau de la ville, probablement en l'absence des censeurs, et pour cela entretiennent les sources par le biais d'entrepreneurs (redemptores), ainsi que les égouts (comme la fameuse cloaca maxima) ; ils doivent aussi veiller à l'entretien de la voirie urbaine et à leur pavement (tâches auxquelles ils emploient le produit des amendes pour infraction aux règles de l'ager publicus). Ils sont également responsables de la distribution et la vente à bas prix de blé à la plèbe — et non de l'achat, qui est de la compétence des consuls et des questeurs, ou parfois d'un magistrat extraordinaire, le praefectus annonae. Les édiles contrôlent l'utilisation des terrains publics (ager publicus) et peuvent mettre à l'amende les occupants illégaux des pâturages de la République. Ils sont aussi chargés de la surveillance des marchés, de l'inspection des marchandises mises en vente (dont les esclaves), ainsi que des poids et mesures.
Les édiles plébéiens ont aussi une fonction religieuse : ils contrôlent le respect de la tenue des cérémonies religieuses et l'introduction du culte de nouvelles divinités à Rome.
Ils ont enfin la charge du maintien de l'ordre public et de la bienséance, de l'inspection des bains publics, des maisons closes, et des lieux de plaisir.
Dans leurs différentes activités, ils sont assistés de fonctionnaires : praecones (crieurs publics), scribae (greffiers, secrétaires), viatores (appariteurs, messagers officiels).

#### Les édiles curules (aediles curulis)
En -365, selon Tite-Live, le Sénat crée deux nouveaux édiles, les édiles curules, qui sont eux recrutés parmi les patriciens. Ils furent mis en place parce que les deux édiles plébéiens refusaient d'étendre les ludi magni à quatre jours au lieu de trois. L'édilité curule fut néanmoins ouverte rapidement aux plébéiens.
Les deux édiles curules sont supérieurs aux deux édiles plébéiens : ils disposent de la chaise curule (les édiles plébéiens doivent se contenter du subsellium), de la toge prétexte, ils ont le ius edicendi, c'est-à-dire le pouvoir de publier des édits dans leurs domaines d'action. Au Sénat, ils ont la préséance sur leurs collègues plébéiens.
À noter enfin qu'ils sont sacro-saints, tout comme les édiles plébéiens et les tribuns de la plèbe.
Cicéron élu édile résume ainsi les devoirs et les honneurs attachés à cette charge : « célébrer avec le plus grand appareil les jeux consacrés à Cérès, à Bacchus et à Proserpine ; rendre la déesse Flora favorable à l'empire et à l'ordre du peuple, par la pompe des jeux institués en son honneur ; faire représenter avec la majesté la plus auguste et la plus religieuse, au nom de Jupiter, de Junon et de Minerve, ces jeux solennels, les plus anciens de Rome et les premiers qu'on ait appelés romains ; veiller à l'entretien des temples, étendre mes soins sur Rome entière : telles sont mes fonctions ; je le sais, citoyens, et je sais aussi que, pour prix de tant de travaux, on m'accorde le droit d'opiner avant les simples sénateurs, la toge bordée de pourpre, la chaise curule, le droit d'image pour perpétuer mon existence dans la postérité ».

#### Les édiles céréaliers (aediles cereales)
En -45, Jules César propose et obtient l'élection de deux nouveaux édiles patriciens, nommés édiles céréaliers (ou aediles cereales en latin). Ces deux derniers magistrats sont chargés spécifiquement de l'approvisionnement en blé de Rome, bien que leur importance après la création de la préfecture de l'annone soit très réduite.
Il y a désormais six édiles, et il en sera ainsi jusqu'à la disparition de la magistrature.

### Sous l'Empire
Avec la création progressive des différents services municipaux de Rome les édiles perdent leurs fonctions. Très vite être édile signifie donner des jeux, et rien d'autre.
L'édilité disparaît sous Gordien III.

## Prérogatives et devoirs des édiles
À partir de la création des édiles curules, l'élection des quatre édiles passe aux comices tributes, un peu moins monopolisés par les patriciens. Les élections des plébéiens et des curules se font séparément, les premiers élus étant les curules, sur le Champ de Mars et sous la présidence d'un consul. En -180, la Lex Villia Annalis fixe l'âge minimum pour être édile : trente-sept ans (avant il fallait avoir vingt-huit ans pour toute magistrature) et durant le Ier siècle av. J.-C. il devient obligatoire d'avoir été questeur avant de devenir édile.
Les édiles avaient droit au jus imaginum, le droit de léguer à leurs descendants leur masque mortuaire, qui, accroché dans l’atrium de la domus, constitue un puissant identifiant pour les familles aristocratiques, fières d'exhiber les images de leurs ancêtres magistrats.
Dans les villes soumises à l’autorité de Rome et adoptant ses institutions, comme les colonies et les municipes, l’édilité était la deuxième étape du cursus honorum, après la questure et avant le duumvirat. Les édiles « provinciaux » avaient la charge de l’entretien des bâtiments publics.

### Partage des tâches
Très rapidement, les fonctions auparavant dévolues aux seuls édiles plébéiens sont exercées indifféremment par les quatre édiles. Ainsi, cinq jours après leur élection, les édiles tirent au sort chacune des quatre régions de Rome. Ils deviennent alors localement responsables de l'entretien des rues, et probablement d'autres tâches.
En matière religieuse, la distinction entre plébéiens et curules (c'est-à-dire patriciens en définitive) demeure. Si certaines fêtes comme les fêtes de Flora ou celles de Cérès (les Cerealia) sont supervisées par n'importe quel édile, les jeux plébéiens (Ludi Plebeii) sont du ressort des seuls édiles plébéiens, tâche pour laquelle ils reçoivent des fonds, tandis que les jeux romains (romani ou ludi magni en l’honneur de Jupiter) — ou d'autres comme les ludi scaenici ou les ludi megalenses (en l’honneur eux de Cybèle) — sont menés par les édiles curules ; nous avons toutefois la trace d'une exception : un senatus-consulte autorisa un édile plébéien à superviser les ludi megalesii en une occasion.
La charge de l’organisation des jeux devint au Ier siècle av. J.-C. une responsabilité coûteuse puisque l'édile devait les financer en grande partie sur ses propres ressources, mais aussi un moyen de se distinguer par la magnificence des spectacles et de bénéficier de cette notoriété pour l’élection suivante au prétorat.

## Édiles célèbres
Parmi les édiles les plus célèbres, nous pouvons citer Jules César (en -65), Cicéron (en -69) et Agrippa. En -33, que Pline l'Ancien évoque sous le terme de memorabilis aedilitas. On a aussi l'édile Cnaeus Flavius qui en -304, rendit publics les jours fastes et les formules du droit, démocratisant l'accès au droit pour tous les Romains.